# مارك 46 (قنبلة نووية)

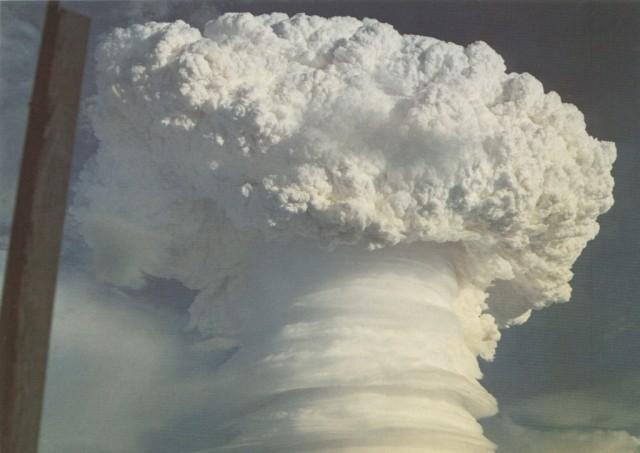

مارك 46 أو القنبلة النووية B46 هي قنبلة حرارية نووية أمريكية تم تصميمها واختبارها في أواخر الخمسينات.
يبلغ وزن القنبلة حوالي 8120 رطل ويبلغ قطرها حوالي 37 بوصة. تصميم القنبلة مستمد من تصميم القنبلة النووية الأقدم من مارك 21.
تم اختبار القنبلة في عملية هاردتاك في عام 1958 وتم إجراء الاختبار الأولي للانشطار بحمولة تقديرية مقدرة بـ 81 كيلو طن.